# Czarnogłowy
Czarnogłowy (niem. Zarnglaff) – wieś sołecka w Polsce położona w województwie zachodniopomorskim, w powiecie goleniowskim, w gminie Przybiernów.
W 1759 roku rozpoczęto we wsi eksploatację kredowych złóż wapienia.
W 1902 spółka Pommersche Kalksteinwerke GmbH uruchomiła tu kopalnię i przetwórnię kamienia wapiennego, która w krótkim czasie stała się największym ówczesnym producentem surowca w całym Cesarstwie. W 1911 do jego transportu dobudowano linię Gryfickiej Kolei Wąskotorowej Czarnogłowy – Rokita, która na tym odcinku otrzymała splot 3-szynowy 1000/1435 mm oraz przystanek Czarnogłowy Wieś.
Podczas II wojny światowej do pracy w zakładach naziści wykorzystywali przymusowych robotników m.in. z Polski, Francji i Rosji. Wycofujący się w 1945 roku Niemcy zalali wyrobisko, jednak urządzenia kopalni nie zostały uszkodzone. Produkcję uruchomiono ponownie w 1947 roku a zakład działał do 1968 roku. Po zaprzestaniu wydobycia i odwadniania wyrobisk zostały one ponownie zalane wodami gruntowymi tworząc trzy sztuczne jeziora: Czarnogłowy Duże, Średnie i Małe. Największe stało się popularnym miejscem do nurkowania z atrakcjami w postaci zatopionego lasu, pozostałościami przepompowni czy drogą wjazdową na teren kopalni. Południowa jego część znalazła się na granicy rezerwatu przyrody Przełom Rzeki Wołczenicy. Przy północno-zachodnim brzegu funkcjonuje lokalne kąpielisko. 
We wsi znajdują się:
- kościół filialny pw. św. Józefa,
- szkoła podstawowa im. Władysława Komara i Tadeusza Ślusarskiego[7].

W latach 1975–1998 miejscowość administracyjnie należała do województwa szczecińskiego.